# Hyperolius discodactylus
Hyperolius discodactylus là một loài ếch thuộc họ Hyperoliidae.
Loài này có ở Burundi, Cộng hòa Dân chủ Congo, Rwanda, và Uganda.
Môi trường sống tự nhiên của chúng là vùng núi ẩm nhiệt đới hoặc cận nhiệt đới và sông ngòi.
Chúng hiện đang bị đe dọa vì mất môi trường sống.